# Полково-Микитівська сільська рада
Полково́-Мики́тівська сільська́ ра́да — адміністративно-територіальна одиниця та орган місцевого самоврядування в Богодухівському районі Харківської області. Адміністративний центр — село Полкова Микитівка.

## Загальні відомості
- Полково-Микитівська сільська рада утворена в 1920 році.
- Територія ради: 50,37 км²
- Населення ради: 1 095 осіб (станом на 2001 рік)

## Населені пункти
Сільській раді підпорядковані населені пункти:
- с. Полкова Микитівка

## Склад ради
Рада складається з 16 депутатів та голови.
- Голова ради: Мартелов Сергій Іванович

### Керівний склад попередніх скликань
| Прізвище, ім'я, по батькові | Основні відомості                                                         | Дата обрання | Дата звільнення |
| --------------------------- | ------------------------------------------------------------------------- | ------------ | --------------- |
| Педан Анатолій Миколайович  | Сільський голова, 1963 року народження, член Комуністичної партії України | 26.03.2006   | 31.10.2010      |
| Мартелов Сергій Іванович    | Сільський голова, 1963 року народження, освіта вища, член Партії регіонів | 31.10.2010   |                 |

Примітка: таблиця складена за даними сайту Верховної Ради України

### Депутати
За результатами місцевих виборів 2010 року депутатами ради стали:

#### За суб'єктами висування
| Суб'єкт висування                                       | Кількість обраних депутатів | %    |
| ------------------------------------------------------- | --------------------------- | ---- |
| Народна партія                                          | 4                           | 25   |
| Самовисування                                           | 4                           | 25   |
| Комуністична партія України                             | 3                           | 18,8 |
| Політична партія Всеукраїнське об'єднання «Батьківщина» | 3                           | 18,8 |
| Партія регіонів                                         | 2                           | 12,5 |

#### За округами
| № округу                                                | Прізвище, ім'я, по батькові        | Дата визнання обраним | Освіта  | Партійна приналежність | Відомості про обраного депутата                   |
| ------------------------------------------------------- | ---------------------------------- | --------------------- | ------- | ---------------------- | ------------------------------------------------- |
| Комуністична партія України                             |                                    |                       |         |                        |                                                   |
| 5                                                       | Атаманенко Костянтин Володимирович | 01.11.2010            | вища    | позапартійний          | тимчасово не працює                               |
| 10                                                      | Кольцов Володимир Петрович         | 01.11.2010            | вища    | позапартійний          | Полковомикитівська загальноосвітня школа, вчитель |
| 11                                                      | Сіряк Борис Михайлович             | 01.11.2010            | середня | позапартійний          | фермерське господарство «Промінь», водій          |
| Народна Партія                                          |                                    |                       |         |                        |                                                   |
| 3                                                       | Гащенко Станіслав Васильович       | 01.11.2010            | вища    | член Народної партії   | фермерське господарство «Промінь»                 |
| 7                                                       | Колмик Лариса Вікторівна           | 01.11.2010            | вища    | член Народної партії   | ДНЗ, вихователь                                   |
| 8                                                       | Стасенко Микола Олексійович        | 01.11.2010            | вища    | член Народної партії   | фермерське господарство «Промінь»                 |
| 15                                                      | Стасенко Ніна Михайлівна           | 01.11.2010            | середня | член Народної партії   | фермерське господарство Промінь", бухгалтер       |
| Партія регіонів                                         |                                    |                       |         |                        |                                                   |
| 4                                                       | Касяненко Світлана Миколаївна      | 01.11.2010            | середня | позапартійна           | оператор АЗС                                      |
| 16                                                      | Шевченко Михайло Іванович          | 01.11.2010            | середня | позапартійний          | ОСГ «Нік»                                         |
| Політична партія Всеукраїнське об'єднання «Батьківщина» |                                    |                       |         |                        |                                                   |
| 9                                                       | Лебець Костянтин Павлович          | 01.11.2010            | середня | позапартійний          | тимчасово не працює                               |
| 12                                                      | Грудій Олександр Володимирович     | 01.11.2010            | вища    | позапартійний          | ОСГ                                               |
| 13                                                      | Васильченко Володимир Васильович   | 01.11.2010            | вища    | позапартійний          | «Богодухівський вторинний метал»                  |
| Самовисування                                           |                                    |                       |         |                        |                                                   |
| 1                                                       | Пилипенко Сергій Леонідович        | 15.11.2010            | середня | позапартійний          | фермерське господарство «Промінь», охоронець      |
| 2                                                       | Васильченко Олександр Васильович   | 01.11.2010            | вища    | позапартійний          | Гутянська загальноосвітня школа, вчитель          |
| 6                                                       | Приходько Ольга Олександрівна      | 01.11.2010            | вища    | позапартійна           | Полковомикитівська загальноосвітня школа, вчитель |
| 14                                                      | Земляк Олексій Іванович            | 01.11.2010            | середня | позапартійний          | тимчасово не працює                               |